# القومية للأسمنت
الشركة القومية للأسمنت شركة تابعة لشركة الصناعات الكيماوية التابعة لوزارة قطاع الأعمال العام المصرية، يقع مقرها الرئيسي ومصنعها في حلوان جنوب العاصمة المصرية القاهرة، تأسست عام 1956 بموجب قرار مجلس الوزراء رقم 7969 الصادر في 14 مارس 1956، وقد تم تعديل هذا النظام لأحكام قانون شركات قطاع الأعمال العام رقم 203 لسنة 1991، يبلغ رأسمالها حوالي مليون جنيه في أبريل عام 1999، يقابله 103,2 مليون سهم، كما حصلت الشركة علي شهادة الأيزو 2008 وشهادة (CE – MAEK) الخاصة بالتوافق الأوروبى.
يتكون مصنع الشركة القومية للأسمنت من ستة أفران، منها أربعة أفران تعمل بالطريقة الرطبة، تبلغ طاقتها التصميمية نحو 0.8 مليون طن كلنكر سنوياً، وفرنان بالطريقة الجافة طاقتهما التصميمية 2,7 مليون طن كلنكر سنوياً، وتبلغ الطاقة التصميمية للشركة ككل 3,5 مليون طن أسمنت سنوياً.

## التاريخ
تأسست الشركة عام 1956 بعدد فرنان تشيكي رطب بطاقة 300 طن / يوم لكل خط
- التوسع الأول عام 1969 بفرن ألماني شرقي رطب " 600 طن / يوم
- التوسع الثانى عام 1974 بفرن روسي رطب" 1400 طن / يوم
- التوسع الثالث عام 1978 بفرن ألماني غربي جاف " 4500 طن / يوم
- التوسع الرابع عام 1984 بفرن ألماني غربي جاف " 4500 طن / يوم

## تصفية الشركة
تم اقرار حل الشركة وتصفيتها وتعيين مصفٍ عام لها 2 أكتوبر 2018. وذلك انطلاقًا من قرار الجمعية العامة غير العادية .ونشرت الجريدة الرسمية في عددها 55 تابع (ب)، الصادر في 7 مارس 2019، قرار وزارة القوى العاملة الخاص باتفاقية العمل الجماعية، والتي بموجبها تتم التصفية النهائية للشركة.